# 磁县
磁县在中国河北省南部，是邯郸市下辖的一个县，邻接河南省。县人民政府驻磁州镇。
磁縣自公元222年設縣，已有1800多年曆史。歷史上曾因臨滏水取名“臨水縣”，因地產磁石而得名“磁州”。磁縣是雄踞中原腹地，為晉、冀、魯、豫四省通衢。旅遊景點有鼓樓、賀蘭山、河北紙馬、磁州窯博物館等。

## 历史沿革
三国魏为临水县；北周分置滏阳县；隋开皇十年（590年）置慈州；唐改磁州，以州西北有慈石山产磁石，州治又为磁石集散地而得名；1913年改磁县。 

## 行政区划
磁县下辖6个镇、5个乡：
磁州镇、讲武城镇、岳城镇、观台镇、白土镇、黄沙镇、路村营乡、时村营乡、陶泉乡、都党乡和北贾璧乡。

## 人口
截至2021年12月，磁縣總人口50萬人。

## 交通
- 107国道、 京港澳高速、京广铁路过境。